# Jim Baxter
James Curran Baxter (29. září 1939, Hill of Beath – 14. duben 2001, Glasgow) byl skotský fotbalista. Hrával na pozici záložníka.
V dresu skotské reprezentace odehrál 34 zápasů, v nichž vstřelil 3 branky.
S Glasgow Rangers se stal třikrát mistrem Skotska (1960/61, 1962/63, 1963/64) a získal tři skotské poháry (1961/62, 1962/63, 1963/64). Hrál s ním v sezóně 1960/61 finále Poháru vítězů pohárů.
Britský časopis World Soccer ho vyhlásil 83. nejlepším fotbalistou 20. století.
Měl přezdívku Slim Jim.